# Marijke Schnyder
Marijke Schnyder (* 1956 in Morges, Kanton Waadt) ist eine Schweizer Sprachwissenschaftlerin und Schriftstellerin.

## Leben
Marijke Schnyder wuchs in Uttewil bei Bösingen im Freiburger Sensebezirk auf. Sie studierte Sprachwissenschaft an der Universität Freiburg und schloss 1994 dieses Studium mit einer Promotion ab.
Schnyder lebt in Bern. Sie unterrichtet unter anderem Wissenschaftliches und Kreatives Schreiben an der Pädagogischen Hochschule Bern.

## Werke (Auswahl)

### Prosa
- Matrjoschka-Jagd. Kriminalroman. Gmeiner Verlag, Meßkirch 2010, ISBN 978-3-8392-1092-5.
- Stollengeflüster. Nore Brands zweiter Fall. Gmeiner Verlag, Meßkirch 2012, ISBN 978-3-8392-1238-7.
- Racheläuten. Nore Brands dritter Fall. Gmeiner Verlag, Meßkirch 2013, ISBN 978-3-8392-1438-1.

### Sachbücher
- Geschlechtsspezifisches Gesprächsverhalten. Höraktivitäten und Unterbrechungen in Radiogesprächsrunden (Sprachwissenschaft; Bd. 36). Centaurus VG, Pfaffenweiler 1997, ISBN 3-8255-0058-6 (zugl. Dissertation, Universität Freiburg 1994).